# Пістолет Токарєва
Пістолет ТТ («Тульський — Токарєв») — самозарядний 7,62-мм пістолет ТТ — особиста зброя нападу або захисту. Розроблений Ф. В. Токарєвим у 1930 році. Серійне виробництво було розгорнуто на Тульському заводі, звідси й назва ТТ (Тула — Токарєв). Пістолет ТТ у часи Другої світової війни був особистою зброєю офіцерів Червоної армії. Був призначений для ведення бою на дистанціях до п'ятдесяти метрів.

## Історія створення
На початку 1920-х років радянське керівництво ухвалило рішення про запровадження у Червоній армії єдиного штатного пістолета. Щоб не залежати від постачання з-за кордону, вимагалось створити власне виробництво. Військове керівництво взяло курс на створення нового самозарядного пістолета, оголосивши конкурс поміж вітчизняних конструкторів.

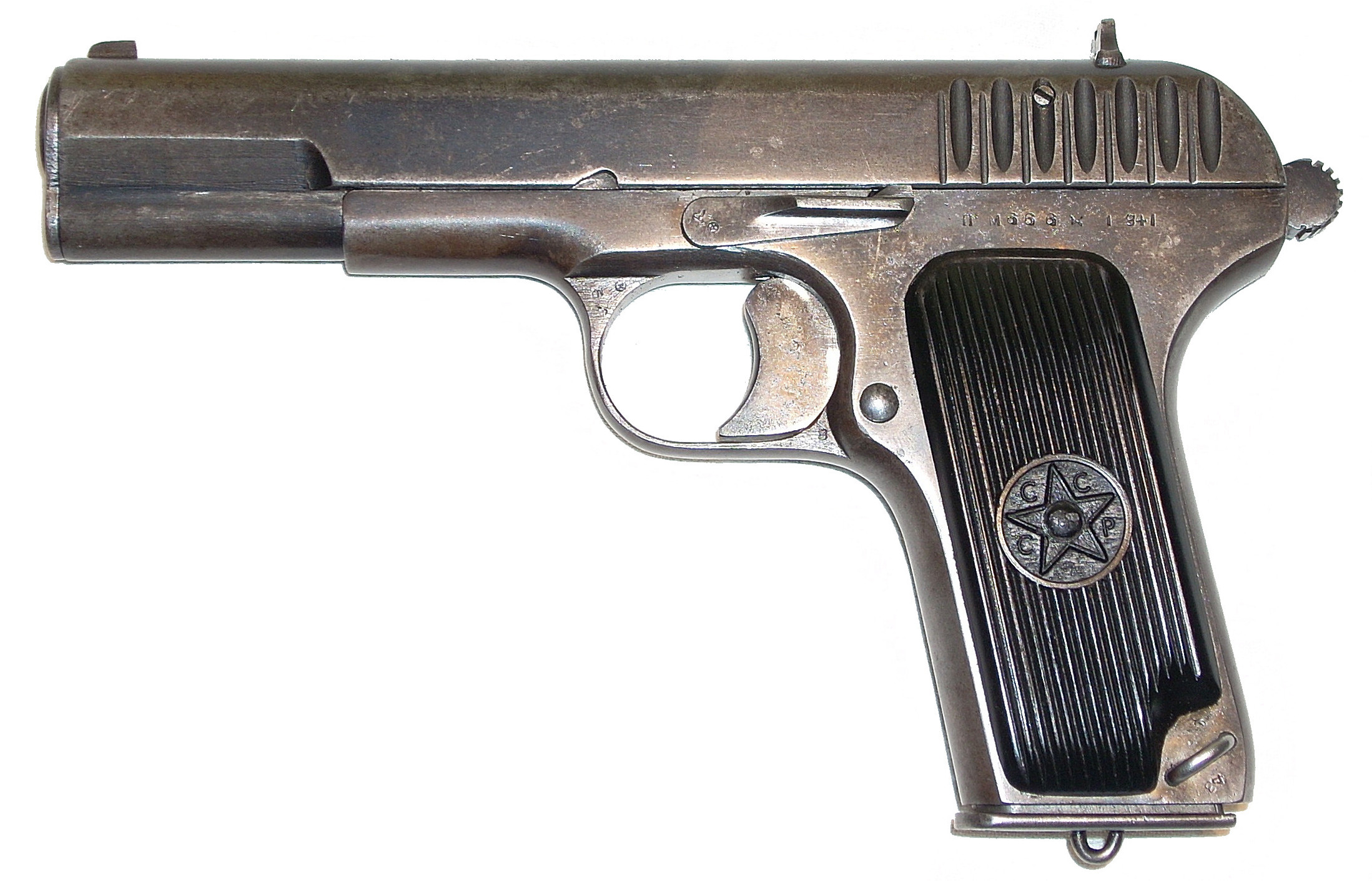
Пістолет ТТ та його прототип Browning, фото внизу

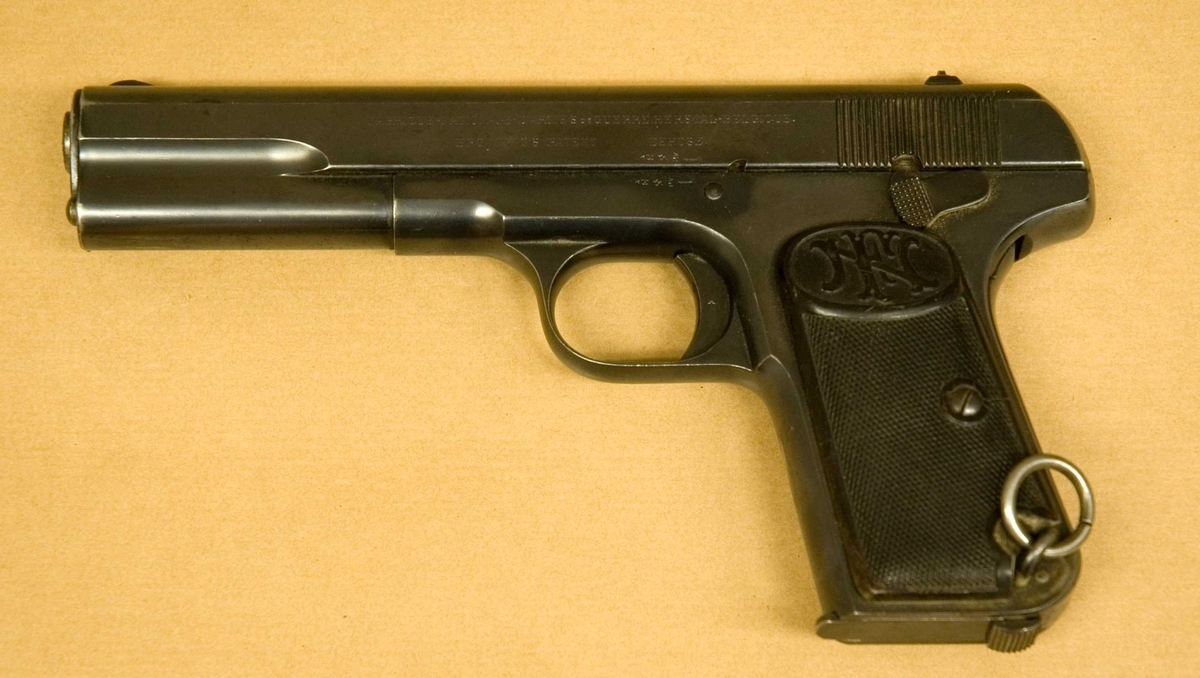
Browning FN Model 1903

У червні 1930 року комісія під головуванням В. Ф. Грушевського провела випробування пістолетів систем Ф. В. Токарєва, С. А. Коровіна, С. А. Прилуцького, а також найкращих іноземних зразків таких систем як Вальтера, Браунінга та «Парабеллум». Результати комісії: пістолет ТТ був «найкращим для прийняття на озброєння за умовою, що будуть виправлені з'ясовані недоліки». Вимоги комісії були доволі серйозні — підвищити влучність, безпеку, тощо. На виправлення подібних недоліків іноді треба роки, Токарєв впорався за кілька місяців.
Як прототип, було обрано пістолет конструкції Джона Браунінга FN Model 1903 зразка 1902 року. В цей же час СРСР купив у німецької фірми Mauser ліцензію на виробництво пістолетного патрона, та почав його випуск під позначенням «7,62-мм пістолетний патрон „П“ зр. 1930 р.».
Та вже у грудні 1930 року були проведені повторні випробування пістолета ТТ та інших нових зразків. У доповіді голови комісії І. П. Уборевича відмічалось, що «у випробуваннях пістолет Токарєва дав задовільні результати, щодо надійності взаємодії механізмів та зручності використання; внаслідок чого вважаю можливим ввести його на озброєння».
Успіх до ТТ прийшов у лютому 1931 року, коли Реввійськнарада СРСР ухвалила рішення про замовлення першої партії пістолетів кількістю тисячу штук для різнобічних випробувань у військах. Пістолету було надано офіційну назву «7,62-мм самозарядний пістолет зразка 1930 року». Ще декілька років пістолет піддавався постійній модернізації з метою здешевлення та спрощення виробництва. Масове виробництво розпочалось у 1933 році на Тульському збройному заводі і досягло до початку Другої світової війни понад 100 тисяч штук на рік.

## Модифікації
Тип-54

Китайська версія ТТ, відрізняється вужчим руків'ям та китайським маркуванням. Решта деталей взаємно замінні.
Тип-68

Цей тип пістолета виробляється у КНР з кінця 60-х років. Основна різниця — менші розміри, розраховані під руку середньостатистичного китайця. Засувку магазина перенесено в нижню частину руків'я.
Tokarev 48M

Виробляється з 50-х років в Угорщині. Від оригіналу відрізняється тільки Угорським гербом на руків'ї. Модифікація цього пістолета з позначенням ТТ-58 виробляється й сьогодні.
Токагипт 58 (Tokagypt 58)

Ще один угорський варіант ТТ, виробляється фірмою FEG (Будапешт). Має сучасніший дизайн та калібр 9×19 Para. Постачався на озброєння Єгипетської армії. На цивільному ринку цей пістолет продавався з позначкою «FEG Firebird».
М-57
Югославський варіант ТТ. Має запобіжник, руків'я подовжене, магазин вміщає 9 набоїв.

## Пістолет Токарєва у масовій культурі
Пістолети ТТ присутні у багатьох фільмах, серіалах та відеоіграх, події яких розгортаються у Другу світову війну, як зброя радянських офіцерів. Також на Заході пістолет вважається улюбленою зброєю російської мафії.

### У кінематографі
- Брат 2
- Стомлені Сонцем 2: Передстояння
- Стомлені Сонцем 2: Цитадель
- Індіана Джонс і королівство кришталевого черепа
- Токарєв
- Сталінград

### У відеоіграх
- Red Orchestra: Ostfront 41-45
- Red Orchestra 2: Heroes of Stalingrad
- Серія Sniper Elite
- Metro 2033 (лише згадка)
- Hotline Miami 2: Wrong Number — ТТ з глушником зображений на постері рівня No Mercy.
- 35ММ
- Escape from Tarkov
- Hell Let Loose[en]